# Huaca Pucllana

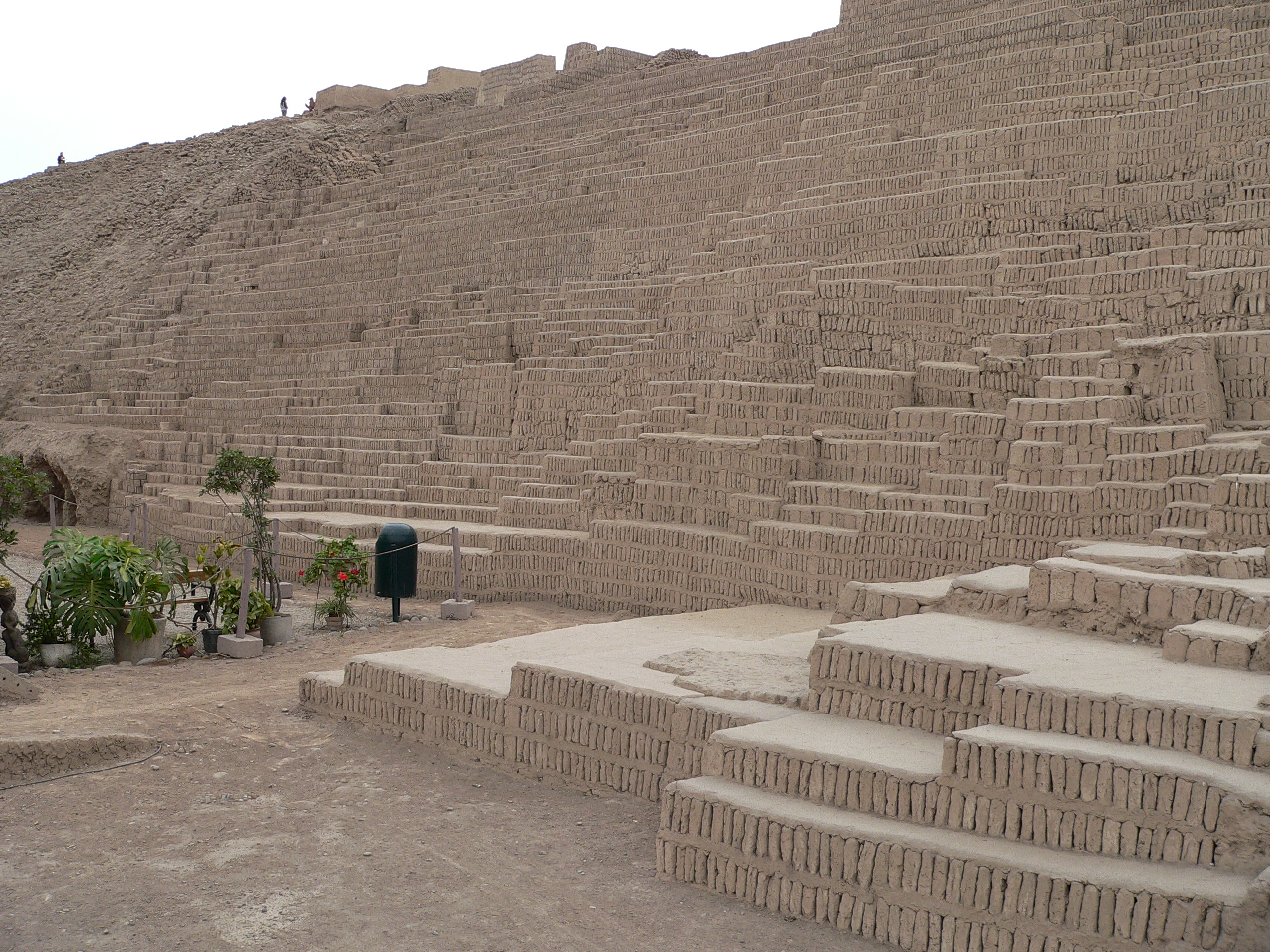

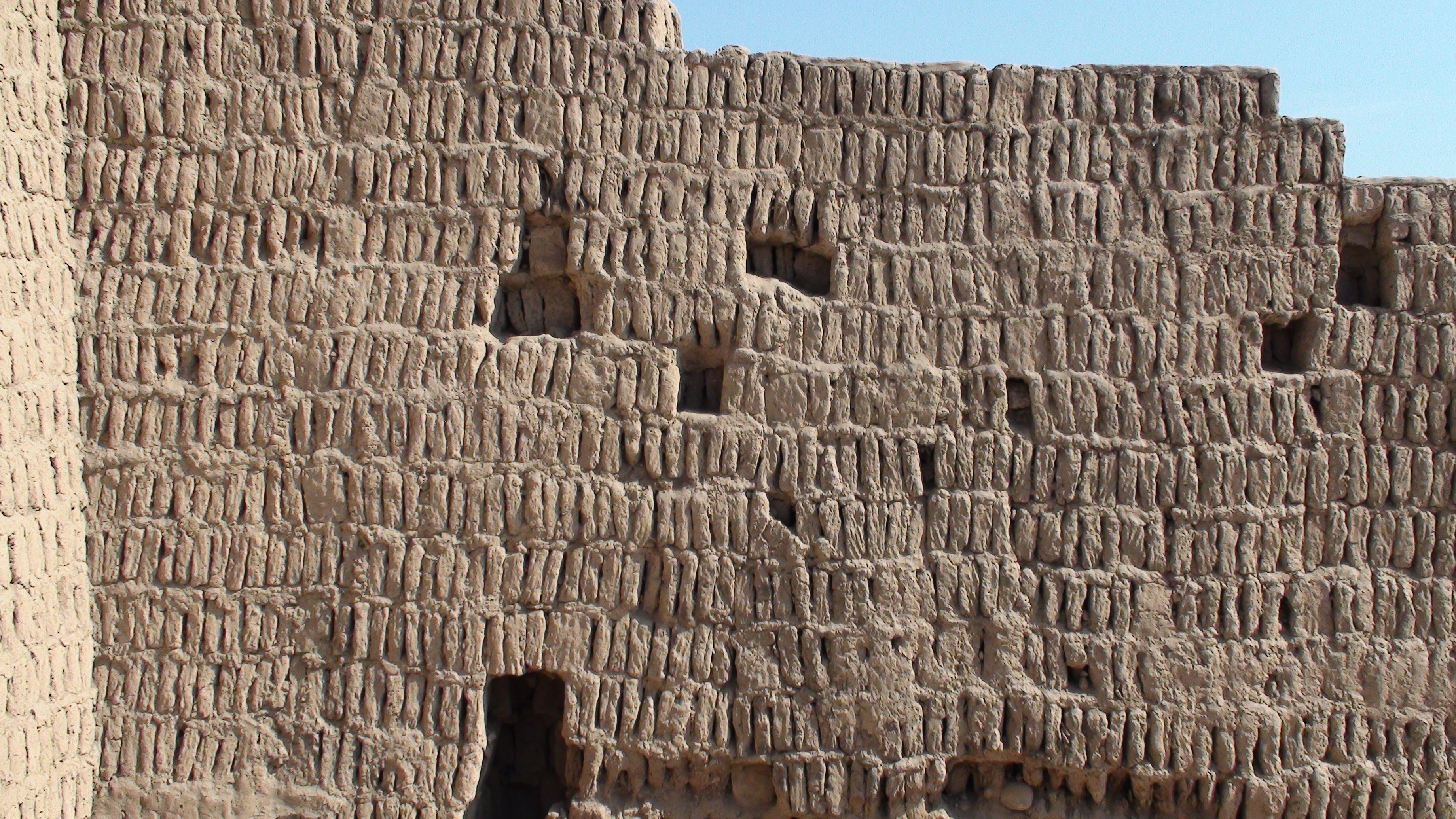
Muro feito usando a "técnica do livreiro" ou adobinhos.

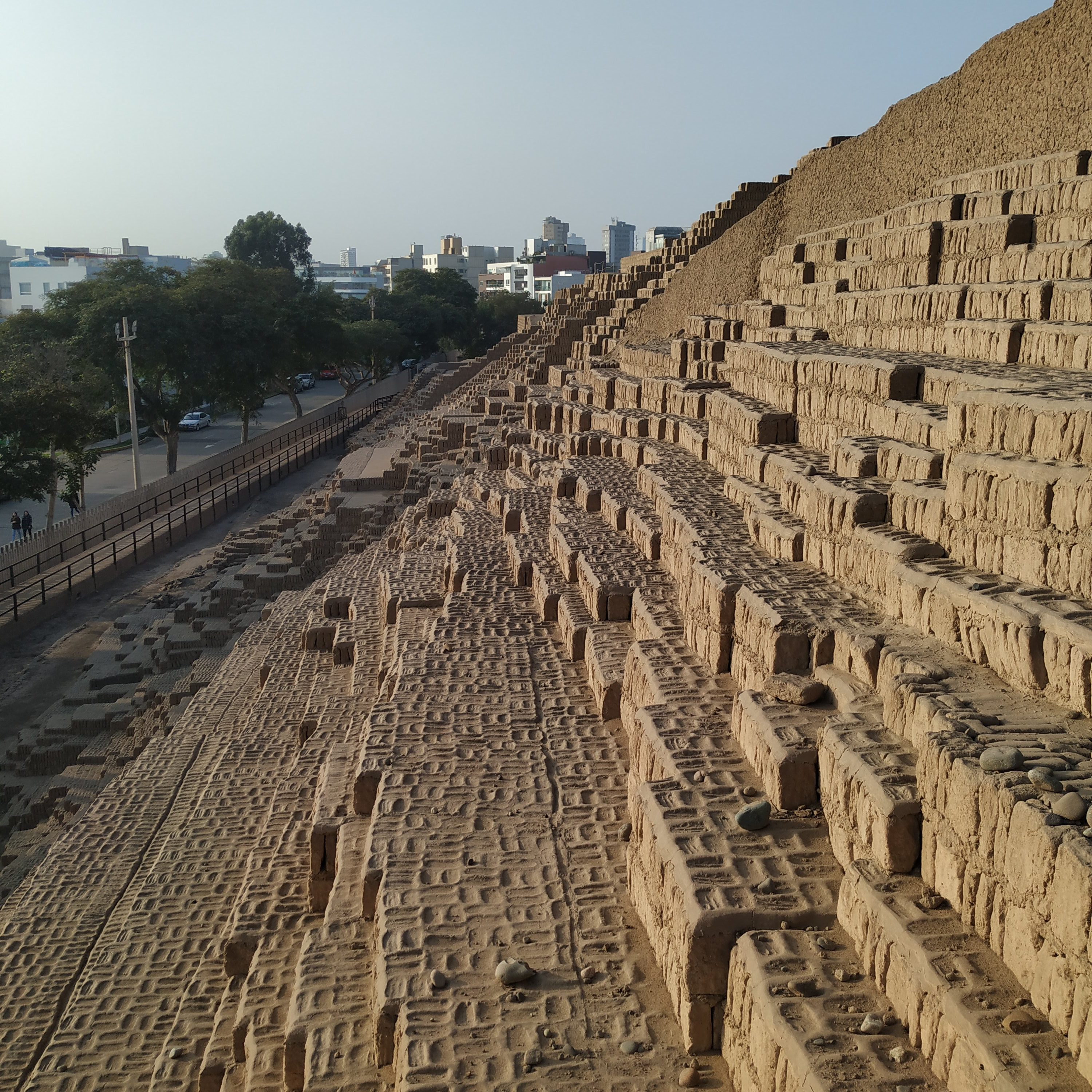
Vista oeste da Grande Piramide.

Huaca Pucllana é um sítio arqueológico pertencente à cultura Lima, do período de desenvolvimentos regionais (200 - 700 d.C.), localizado no distrito de Miraflores, província de Lima, no Peru. É pesquisado, preservado e restaurado desde 1981 por uma equipe multidisciplinar liderada pela especialista Isabel Flores Espinoza, com o apoio do Ministério da Cultura do Peru e do município de Miraflores. Tornou-se uma das principais atrações turísticas e o sítio arqueológico mais pesquisado da região metropolitana de Lima. É construído quase inteiramente com adobes que cobriam o aterramento de pedregulhos e areia. 
Pucllana é um local sagrado (huaca) constituído por uma pirâmide truncada de 25 metros de altura e um conjunto de pátios, praças e muros a nordeste. Possui um salão de exposições, circuito de visitas e outras atrações. Possui seis hectares, mas na década de quarenta do século XX a área era o triplo da atual; o abandono e o desinteresse no passado fizeram com que valiosas evidências e pirâmides menores fossem destruídas para a construção de casas, avenidas e parques.
O nome Pucllana é de origem colonial; a etno-historiadora María Rostworowski menciona que, nos documentos coloniais, o curaca Don Pedro Chumbi Charnan, do Senhorio de Huatca, menciona Pugliana como um dos limites de seu território;  outros documentos coloniais citam do local com o nome de Pullana , Puliana ou Juliana.  
Outra explicação do nome pode vir do quíchua Pukllay, que significa jogar, brincar, fazer carnaval. O substantivo derivado Pukllana significa então lugar para brincar. 

## Localização
Huaca Pucllana está localizado na costa central do Peru, na margem esquerda do vale inferior do rio Rimac, em uma área irrigada por uma ramificação do canal Surco. Originalmente, a área era um campo de cultivo e fica a menos de dois quilômetros das falésias à beira do Oceano Pacífico. Politicamente, está localizada no distrito de Miraflores, entre as ruas Independência, General Borgoño, Elías Aguirre e García Calderón. E está totalmente integrada ao ambiente urbano. 
Nos tempos antigos, esse local dava acesso rápido à costa, ao ecossistema das colinas e ao controle das bocas dos canais de irrigação. Ao observar a paisagem urbana que a cerca hoje, é difícil imaginar o ambiente original de campos cultivados, florestas e pântanos.

## Cronologia
O site possui três ocupações pré-hispânicas claramente definidas:
- - Uma ocupação original, responsável pela arquitetura monumental, pertencente à Cultura Lima (aproximadamente 400 - 700) durante Período Intermediário Inicial. [5]
- - Uma ocupação fúnebre da Cultura Huari (800 - 900), que reutilizou o local após um período de abandono durante o Período do Horizonte Médio. [6]
- - Uma ocupação pós-Huari tardia, associada à cerâmica de estilo Ichma (1000 - 1532) que usa o local como cemitério e que era completado com um templo para oferendas e provavelmente uma vila. [3]

Durante sua operação como centro cerimonial da cultura de Lima, foi contemporâneo a outros lugares como Maranga, Cajamarquilla, Pachacamac, Catalina Huanca, Copacabana, entre outros.

## O Monumento cerimonial da cultura Lima
O Monumento provavelmente foi construído desde os primeiros séculos da era cristã, mas atingiu o seu pico a partir do século V. Originalmente, era composto por um conjunto de pirâmides, praças, pátios e rampas, todos construídos com base no barro, ou por meio de taipa ou por adobes na forma de um paralelepípedos retangulares em posição vertical característica da cultura Lima.
A técnica de construção predominante consiste em colocar os adobes na posição vertical, alinhados com argamassa na base e na parte superior, deixando pequenos espaços vazios nas laterais. Isso dá a ela um aspecto dos livros em uma estante, e é por isso que o estudioso Pedro Villar Córdova o chamou de "técnica do livreiro". Além disso, as paredes são formadas por painéis trapezoidais e têm uma leve inclinação que deixa as paredes com a base mais larga que a parte de cima, ficando assim com um equilíbrio físico e estético. As paredes podem atingir até oito metros de altura (as que definem os lados da grande pirâmide) e as da parte inferior do monumento, em outros locais chegam a quatro metros. 
O que se pode ver hoje no sítio arqueológico é o resultado de construções sucessivas feitas após o preenchimento das anteriores. Dessa forma o Monumento atinge sua altura e área atual. Abaixo do edifício observado hoje, existem edifícios anteriores enterrados por uma grande quantidade de rocha e preenchido com areia cinza. 
As paredes estavam cobertas por camadas de lama fina como uma argamassa que costumavam ser pintadas de amarelo. Essa cor parece ter uma conotação sagrada muito importante para os construtores de monumento. Em algumas paredes da pirâmide existiram grafites. 
A cerâmica corresponde às fases tardias do estilo Lima, o estilo Playa Grande caracterizada pela presença de três cores: vermelho, branco e preto, quase sempre com decoração inspirada em motivos marinhos como tubarões, ondas, leões marinhos, enguias, polvos, etc.  No final da ocupação Lima, aparece representações do estilo Nievería com forte influência da costa e das terras altas do sul. 
Embora este lugar não fosse um cemitério, existiram enterros de indivíduos de elite, colocados em macas. A maioria dos restos humanos encontrados corresponde a sacrifícios humanos. Em 2010, foi relatada a descoberta de um túmulo de um soldado enterrado com sua funda na parte central da pirâmide, o que pode indicar a existência de uma elite guerreira.
As populações que tributavam Pucllana e necessitavam de seus serviços religiosos eram agricultores e pescadores, esses últimos tinham alguma importância devido à presença repetida de figuras associadas ao mar encontradas em vários objetos rituais. Infelizmente, as ruínas das moradias das pessoas comuns desta época não foram preservadas.

## A grande pirâmide
A grande pirâmide é escalonada e tem uma forma alongada, orientada do sudoeste ao nordeste; sua superfície é ocupada por pátios com estruturas escalonadas em 6 estratos, pintadas de amarelo; cada nível superior é acessado por rampas e passagens em zigue-zague.  Devido ao costume de remodelar constantemente o edifício, muitas paredes e outros elementos arquitetônicos foram destruídos pelos construtores antes das obras da nova arquitetura, o que dificulta um pouco a interpretação sobre o gerenciamento do espaço. 
A pirâmide deve ter sido o edifício principal do local, de onde a paisagem era dominada e a população podia ser controlada, mas, além disso, sua função religiosa era a principal. Os espaços públicos pintados de amarelo reuniram pessoas importantes que provavelmente participaram de cerimônias para fortalecer os laços de coesão e adorar antepassados e divindades adorados por eles. No extremo sul, foram encontradas áreas de sepultamento para personagens da elite da Cultura Lima.

## Impacto Huari
O funcionamento de Huaca_Pucllana como centro cerimonial da cultura Lima se manteve até a chegada dos Huari, que incorporou este território por volta de 700 d.C.  
Durante a ocupação, as partes mais altas da pirâmide foram destruídas e convertidas em um cemitério para a elite huari. 
Em Pucllana, foram descobertas 24 tumbas cujos ocupantes foram enterrados no mais rigoroso protocolo cerimonial, eles correspondem a figuras conotadas, dessa sociedade imperial. Nesse contexto, destaca a tumba do Grande Sacerdote, que, como seus compatriotas enterrados em Huaca Pucllana, pertenciam a elite de altos e médios escalões da cultura Huari. . Outra foi descoberta em 2008 e denominada a dama dos olhos azuis, por ter duas pedras azuis no lugar dos olhos 